# Межлиманское
Межлима́нское (укр. Міжлиманське; до 2023 года — Латовка, до 2016 года — Котовка) — село, относится к Усатовской сельской общине Одесского района Одесской области Украины.
Основано в 1936 году. Население по переписи 2001 года составляло 1955 человек. Почтовый индекс — 67633. Телефонный код — 4852. Занимает площадь 2,3 км². Код КОАТУУ — 5121080302.
29 июня 2023 года решением Верховной Рады Украины переименовано в Межлиманское.

## Местный совет

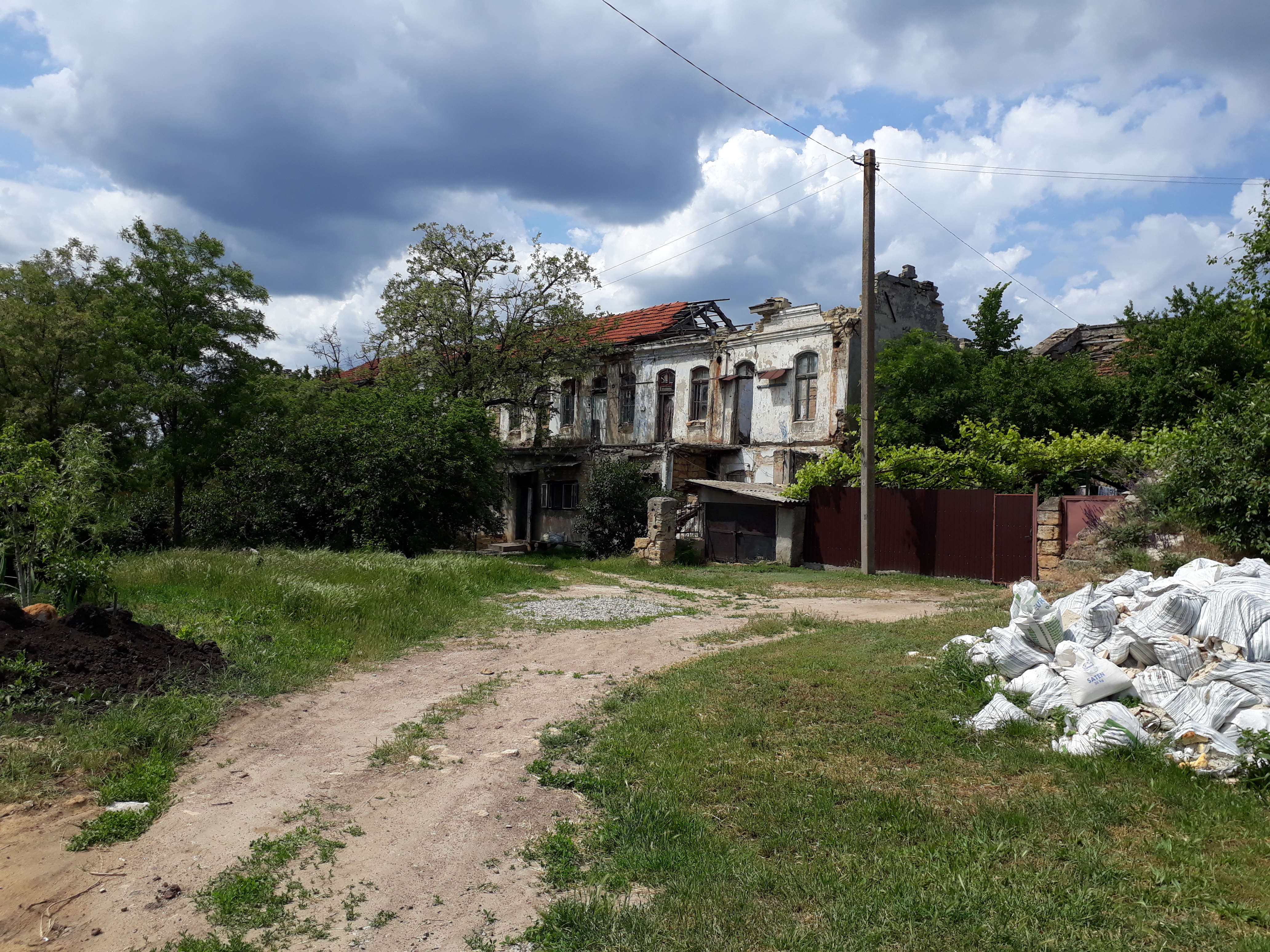
Остатки усадьбы Жеваховых. Май 2018 года

67632, Одесская обл., Беляевский р-н, с. Августовка, ул. Кооперативная, 21